# Isaac Halstead Williamson
Isaac Halstead Williamson, född 27 september 1767, död 10 juli 1844, var en amerikansk politiker och guvernör i New Jersey.

## Tidigt liv
Isaac Halstead Williamson föddes i Elizabethtown i New Jersey. Han studerade juridik med sin bror Matthias och blev en ledande jurist i New Jersey. Han gifte sig med Anne Crossdale Jouet (1777–1853) 1808, de fick två söner, Benjamin 1809 och Isaac Halstead 1811.

## Politiska uppdrag
År 1815, utan att han visste om att hans namn fanns på valsedeln, valdes Williamson som representant för Demokraterna till New Jerseys parlament för Essex County.
Två år senare valdes han till guvernör i New Jersey och efterträdde då Mahlon Dickerson. Mandatperioden för guvernörer i New Jersey var ett år på den tiden, men Williamson blev omvald varje år i över tio år. Han tjänstgjorde som guvernör från den 1 februari 1817 till den 30 oktober 1829. Som en del av plikterna som guvernör var han domare i Prerogative Court of New Jersey. Han efterträddes av Peter Dumont Vroom.
Williamson var borgmästare i Elizabethtown från 1830 till 1833. Åren 1831 och 1832 valdes han för att representera Essex County i New Jersey Council (numera känt som New Jerseys senat).
Trots att han hade dessa politiska uppdrag fortsatte han också att arbeta som advokat. Han valdes enhälligt 1844 till ordförande för det konvent som skulle ta fram en reviderad grundlag för New Jersey. Han var dock tvungen att tacka nej till detta uppdrag på grund av dålig hälsa och mot slutet av året avled han i Elizabethtown.
Hans familjs samling av kinesiskt porslin som tillhörde hans frus familj och bar vapnet för familjen Jouet finns arkiverad hos New Hope, Pennsylvania, Historical Society.